# Patrimoni dell'umanità del Bangladesh
I patrimoni dell'umanità del Bangladesh sono i siti dichiarati dall'UNESCO come patrimonio dell'umanità in Bangladesh, che è divenuto parte contraente della Convenzione sul patrimonio dell'umanità il 3 agosto 1983.
Al 2023 i siti iscritti nella Lista dei patrimoni dell'umanità sono tre, mentre sette sono le candidature per nuove iscrizioni. I primi due siti iscritti nella lista sono stati nel 1985 la storica città-moschea di Bagerhat e le rovine del Vihara buddista a Paharpur, durante la nona sessione del comitato del patrimonio mondiale. Dodici anni dopo, nella ventunesima sessione, le Sundarbans sono divenute il terzo sito del Bangladesh riconosciuto dall'UNESCO. Due siti sono considerati culturali, secondo i criteri di selezione, uno naturale.

## Siti del Patrimonio mondiale
| Foto | Sito                                  | Luogo               | Tipo                       | Anno | Descrizione |
| ---- | ------------------------------------- | ------------------- | -------------------------- | ---- | --- |
|      | Storica città-moschea di Bagerhat     | Bagerhat Sadar      | Culturale (321; iv)        | 1985 | Situata nei sobborghi di Bagerhat, al punto d'incontro dei fiumi Gange e Brahmaputra, questa antica città, precedentemente nota come Khalifatabad, fu fondata dal generale turco Ulugh Khan Jahan nel XV secolo. L'infrastruttura della città rivela una notevole abilità tecnica e vi si possono vedere un numero eccezionale di moschee e monumenti dell'inizio dell'Islam, molti costruiti in mattoni. |
|      | Rovine del Vihara buddista a Paharpur | Badalgachhi         | Culturale (322; i, ii, vi) | 1985 | Testimonianza dell'ascesa del buddismo Mahayana nel Bengala dal VII secolo in poi, Somapura Mahavira, o il Grande Monastero, fu un rinomato centro intellettuale fino al XII secolo. Con la sua pianta perfettamente adattata alla sua funzione religiosa, questa città-monastero rappresenta una realizzazione artistica unica. Con le sue linee semplici e armoniose e la sua profusione di decorazioni intagliate, ha influenzato l'architettura buddista fino alla Cambogia. |
|      | Sundarbans                            | Divisione di Khulna | Naturale (798; ix, x)      | 1997 | La foresta di mangrovie delle Sundarbans, una delle più grandi al mondo (140 000 ettari), si trova sul delta dei fiumi Gange, Brahmaputra e Meghna nel Golfo del Bengala. È adiacente al confine del sito del patrimonio mondiale dell'India del Parco nazionale delle Sundarbans, iscritto nel 1987. Il sito è intersecato da una complessa rete di corsi d'acqua di marea, distese fangose e piccole isole di foreste di mangrovie tolleranti al sale e rappresenta un eccellente esempio di processi ecologici in corso. L'area è nota per la sua vasta gamma di fauna, tra cui 260 specie di uccelli, la tigre del Bengala e altre specie minacciate come il coccodrillo di estuario e il pitone indiano. |

## Siti candidati
| Foto | Sito | Luogo                                                                                    | Tipo                             | Anno       | Descrizione |
| ---- | --- | ---------------------------------------------------------------------------------------- | -------------------------------- | ---------- | --- |
|      | Siti archeologici del paesaggio deltaico del Bangladesh                                                     | Distretto di Jessore, Distretto di Jhenaidah, Distretto di Khulna, Distretto di Satkhira | Culturale (6669; iv, v)          | 17/05/2023 | I quarantasei siti archeologici della regione del delta del Gange comprendono monumenti e resti monumentali, depositi archeologici sepolti, siti fortificati di fango, resti di mattoni, frammenti di pietre e manufatti in pietra, argini e depositi trasportati di materiali archeologici. Possono essere datati circa dal VII-VIII secolo d.C. al XVIII-XIX secolo d.C. I monumenti con sovrastruttura intatta sono i siti più visibili. Questi monumenti sono per lo più edifici religiosi appartenenti sia alla tradizione brahmanica che a quella islamica. Allo stesso tempo, molti dei monumenti del periodo contemporaneo hanno perso la loro sovrastruttura e sono rimasti sepolti sotto i successivi strati alluvionali, per essere esposti solo a seguito di scavi. L'ambiente deposizionale fluviale, complesso e spazialmente vario, ha svolto un ruolo chiave nella conservazione e distruzione di monumenti e resti monumentali. |
|      | Siti archeologici di Lalmai-Mainamati                                                                       | Distretto di Comilla                                                                     | Culturale (6670; ii, iv, v)      | 17/05/2023 | Il sito si trova nell'importante centro religioso buddista di Lalmai-Mainamati composto da villaggi gemelli su una dorsale collinare, alta 45 metri, lunga 17 chilometri (da nord a sud) e larga 4,5 chilometri (da est a ovest). Sorge all'interno di una vasta pianura alluvionale formata dalla parte attiva e morente del delta del Brahmaputra-Meghna. La serie si compone di 21 siti archeologici. |
|      | Paesaggio culturale di Mahasthan e del fiume Karatoya                                                       | Shibganj                                                                                 | Culturale (6671; i, ii, iii, vi) | 17/05/2023 | Il paesaggio archeologico di Mahasthan è composto da una cittadella e da numerosi siti archeologici sotto forma di tumuli strutturali e abitativi, resti monumentali e vecchi serbatoi. La cittadella, conosciuta come Mahasthangarh, è caratterizzata dai primi centri urbani fortificati del Bengala. Il centro urbano fu fondato intorno al IV-III secolo a.C. sulla riva del fiume Karatoya. Questi siti archeologici e la piana alluvionale di Mahasthan rappresentano la complessa interazione tra attività culturale e ambiente naturale al punto che il paesaggio, il fiume, il bacino idrico e le attività culturali da oltre 2400 anni sono rimasti intrecciati. |
|      | Moschee moghul in Bangladesh                                                                                | 30 siti                                                                                  | Culturale (6672; ii, iv)         | 17/05/2023 | La morfologia architettonica comune e condivisa delle moschee moghul di base aveva subito modifiche, adattamenti e riconfigurazioni in diverse parti del paese in periodi diversi. Le trenta moschee incluse nella candidatura illustrano interessanti modifiche delle varietà a cupola singola o a tre cupole. Ci fu una marcata proliferazione delle attività di costruzione di moschee tra la fine del XVII e il XVIII secolo d.C. Questa proliferazione e diversità delle moschee erano legate alla crescente stratificazione sociale e alla crescita del commercio rurale del Bangladesh in quel periodo. |
|      | Templi moghul e coloniali in Bangladesh                                                                     | 30 siti                                                                                  | Culturale (6673; ii, iii, iv)    | 17/05/2023 | Il sito seriale proposto è una selezione tematica per un tipo specifico di architettura religiosa che rappresenta l'unicità sociale, economica, religiosa e artistica dello sviluppo dello stile architettonico in uno specifico segmento spazio-temporale. I trenta templi in mattoni del tardo medioevo e del periodo coloniale in Bangladesh si trovano spesso raggruppati all'interno di una località specifica, suggerendo la centralità dello spazio per i committenti. Molti templi, invece, sono isolati e discreti. Questi templi erano diversi sotto molti aspetti dai primi stili Nagara o Kalinga: stili morfologici e articolazioni dello spazio costruito completamente nuovi sono stati raggiunti nell'architettura dei templi del Bangladesh (e del Bengala occidentale). |
|      | Opere architettoniche di Muzharul Islam: un contributo eccezionale al Movimento Moderno in Asia meridionale | Barisal, Bogra, Chittagong, Dacca, Jaipurhat, Pabna, Rangpur, Savar, Sylhet              | Culturale (6674; ii)             | 17/05/2023 | Le opere architettoniche di Muzharul Islam dal 1950 al 1990 sono una serie di edifici che illustrano la fusione di una comprensione unica del contesto e della filosofia modernista per creare un nuovo linguaggio architettonico per i paesi tropicali come il Bangladesh nell'era postcoloniale. Le sedici componenti abbracciano quasi quarant'anni e sono situati in tutto il Bangladesh. La cronologia dei progetti dimostra un'evoluzione di soluzioni architettoniche uniche per creare forti caratteristiche per gli edifici istituzionali della regione. La serie mostra l'adattamento di una pianta aperta, sfumando il confine tra interno ed esterno e l'uso di materiali prodotti industrialmente, che non erano ancora di uso comune. |
|      | Forti moghul sui terreni fluviali di Dacca                                                                  | Dacca, Munshiganj, Narayanganj                                                           | Culturale (6675; ii, iv)         | 17/05/2023 | Il sito è composto da quattro forti associati al potere militare e amministrativo Moghul nel Bengala. Tre sono forti navali nella periferia della città di Dacca: il Forte di Hajiganj, il Forte di Sonakanda e il Forte di Idrakpur, cui si aggiunge il complesso del Forte di Lalbagh in città. I forti furono istituiti dai Subahdar (viceré) moghul incaricati di governare Subah-e-Bangla (la provincia del Bengala), di cui Dacca fu la capitale tra il 1610 e il 1717 d.C. I progetti dei forti si adattarono alla morfologia del delta del Bengala in contrasto con l'architettura tradizionale moghul in altre parti del subcontinente indiano. |